# راز دکتر اورلوف
راز دکتر اورلوف (انگلیسی: El secreto del doctor Orloff) فیلمی اسپانیایی به کارگردانی خسوس فرانکو است که در سال ۱۹۶۵ منتشر شد. از بازیگران این فیلم می‌توان به آنیس اسپاک، پرلا کریستال و پاستور سرادور اشاره کرد. دیسک بلوری این فیلم در ۷ فوریهٔ ۲۰۱۷ منتشر شد.